# Легуотка (округ Лученець)
Легуотка (словац. Lehôtka) — село, громада округу Лученець, Банськобистрицький край, центральна Словаччина, регіон Новоград. Кадастрова площа громади — 8,27 км².
Населення 351 особа (станом на 31 грудня 2017 року).

## Історія
Легуотка згадується в 1385 році.

## Населення
| Рік:            | 1994. | 2004.   | 2014.    | 2024.   |
| --------------- | ----- | ------- | -------- | ------- |
| Кількість осіб: | 302   | 314     | 350      | 359     |
| Різниця:        |       | +3,97 % | +11,46 % | +2,57 % |

| Рік:            | 2023. | 2024.   |
| --------------- | ----- | ------- |
| Кількість осіб: | 365   | 359     |
| Різниця:        |       | -1,64 % |